# 阪神5101形・5201形電車
阪神5101形・5201形電車（はんしん5101がた・5201がたでんしゃ）とは、阪神電気鉄道（阪神）の各駅停車用としてかつて在籍していた通勤形電車である。1958年に生産されたいわゆる「ジェットカー」の先行的試験車5001形（初代）の成果を踏まえて、1959年から1960年にかけて、両運転台式の5101形10両、片運転台式の5201形20両の計30両が製造された。

## 量産型ジェットカー
ジェットカー試作車である5001形（初代）登場後も、阪神の新設軌道各線の普通電車は「センコウ」と呼ばれた1001形各形式と阪神初の鋼製車両である601形が中心になって運用されていたほか、ラッシュ時には輸送力の確保と運用の都合によって801, 831形や851, 861, 881形といった急行系車両が投入されることもあった。しかし、3011形に始まる急行系車両の高性能化が進むにつれて、普通系車両が従来の旧性能小型車のままで運行されていることは、スピードアップへの障害となることが予想されたほか、サービス面や車両の運用面から見ても好ましいものではなかった。
一方、ジェットカーの量産車導入に向けた長期実用試験は、営業運行を兼ねて、1958年7月の登場以来1年以上にわたって続けられた。この時蓄積されたデータをもとに、いよいよジェットカーを量産する運びとなった。
5101・5201両形式は1959年10月から1960年4月にかけて、汽車製造、川崎車輛（現・川崎重工業車両カンパニー）、日本車輌製造の3社で製造された。

## 構造

### 車体
車体は5101形は両運転台、5201形は片運転台である。前面は分割併合運用に配慮して貫通扉つきの正面3枚窓となった。座席は5001形での実績からクロスシートなしでも問題はないとされ、ロングシートを採用した。
車体塗色はマリンブルーとクリームのツートンを採用、以降の普通系車両の標準色となった。急行用車両の「赤胴車」に対して「青胴車」と呼ばれた。
屋根上にはパンタグラフを5101形は神戸寄りに、5201形は運転台寄りに1基搭載したほか、5002や3301・3501形と同じ箱型のベンチレーターを搭載していた。妻面には電気配管を施していたが、5101形の場合はパンタグラフのない大阪側の前面に配管を設けていた。

#### ステンレス車
5201形のうち汽車製造製の5201・5202の2両は、車体の軽量化と保守の低減化を目的として、ステンレス車体を採用した。外板のみをステンレスとするセミステンレス構造を採用、無塗装の車体から「ジェットシルバー」の愛称で呼ばれた。
他の同形鋼製車に比べると構体重量が普通鋼製の5,800kgに比べるとステンレス鋼製では5,500kgと、300kgの低減効果が確認されたが、ステンレス車体は当時製造中の他形式に採用されることはなく、阪神におけるステンレス車の導入は1996年登場の9000系まで37年、ジェットカーの本格的なステンレス車両となると2015年登場の5700系「ジェット・シルバー5700」まで56年も待つこととなった。

### 主要機器
台車台車は5201, 5202が汽車製造製のKS-59を装着するほかは全車住友金属工業製のFS-207を装着した。どちらも5001形（初代）同様低重心化に配慮して車輪径が762mmの特殊設計となったペデスタル式の空気ばね台車である。
主電動機は軽量高速回転が可能な東洋電機製造製補極補償巻線付TDK-859Aを4基搭載し、駆動装置は直角カルダン駆動を採用し、歯車比は41:6 (6.83) の高ギヤとなっている。
制御器は東芝製MM-10A（直列14段、並列11段、弱め界磁6段、発電制動17段）を搭載、5001形（初代）が搭載していたMC-3Aの全並列制御と異なり、運転上の要請と節電の見地から直並列制御に変更された。また、MC-3Aは制御器と抵抗器を強制通風冷却方式によって一体化してコンパクト化を図った意欲的なものであったが、運用時に通風ダクトにほこりがたまるなどして冷却効率が低下、主電動機のハンダ溶解やコイル損傷などのトラブルが発生したため、MM-10Aでは整備に手がかかる強制通風冷却方式から自然通風冷却方式に変更された。
これらの装備によって、起動加速度は5001形（初代）と同じ4.5km/h/s、減速度5.0km/h/sを持ち、80km/hまで25秒で加速し、1kmを起動から停止まで1分で走破できる性能を確保した。平坦線釣合速度は110km/hであるが、普通運用時の最高速度は91km/hである。

## 改造工事

### 昇圧改造
1967年に阪神本線系統の架線電圧を直流600Vから1,500Vに昇圧する際には、5101・5201形とも単車昇圧方式で対応することとなり、1965年に昇圧改造が実施された。その際制御機器が東芝製MM-19Bに交換された。

### 足回り換装
登場以来長年にわたる高加減速運行は台車や主電動機、駆動装置などといった足回りに過度の負担を与えることとなり、加えて構造が複雑でしかも高い工作精度を要求する直角カルダン駆動装置の保守に手を焼くようになった。そこで、1974年から台車や主電動機、駆動装置の換装を開始、1976年までに5101形3両、5201形13両で施工された。
台車を住友金属工業製S型ミンデン台車のFS-391に、モーターを東洋電機製造製TDK-8145A (90kW) に換装され、併せて駆動装置も中空軸平行カルダンに変更された。この足回り換装中に、普通系車両の冷房化という問題が浮上し、足回りの換装工事も中止された。

## 運用
5101・5201形の量産によりジェットカーは5001形を含めて32両が揃い、1960年9月15日実施のダイヤ改正では阪神本線の昼間時の普通がジェットカーでの運転となった。梅田 - 元町間を昼間時60分で走破、優等列車の待避のない早朝・深夜では45分運転を実現した。この他、ジェットカーの運用に余裕のあった休日ダイヤの臨時準急に投入されることもあった。
1963年2月のダイヤ改正では、運転間隔が12分ヘッドとなったことから余裕のあるダイヤを組んだため、梅田 - 元町間60分運転からスピードダウンしたが、優等列車のダイヤを乱すことはなかった。また、このダイヤ改正では早朝深夜を除いて普通の3連運行が開始されたため、5101・5201形の両形式とも単車運行ができることから、基本編成だけでなく、尼崎、新在家の両駅で増解結される増結車にも使用された。
5101形と5201形は、1967年の直流1500V昇圧後も引き続き昇圧前と同様に基本編成から増結車まで普通運用に幅広く充当されていた。5201形も単車走行が可能であるが、「ジェットシルバー」の5201 - 5202は、原則として2両固定の基本編成用として運用されていた。
1970年に始まった阪神の車両冷房化は、1975年の3301形と7801形2次車の冷房改造を最後に急行系車両の冷房化を達成、引き続いて普通系車両の冷房化に取り組むこととなった。車齢等を勘案した結果、ジェットカー第1世代の5001, 5101, 5201の各形式は5001形（2代）の新造による代替廃車が決定した。
まず試作要素の強い「ジェットシルバー」の5201 - 5202が1977年3月に廃車されたのを皮切りに、足回り換装工事未施工車から順次廃車され、1979年までに未施工車は全車廃車された。引き続いて足回り換装工事施工車も廃車されたが、これらの台車と主電動機は5001形（2代）に転用された。その後も代替廃車は5001形（2代）の増備に伴って順調に進み、5101形が1980年に、5201形も1981年1月までに全車廃車された。
この間、5101・5201形の廃車に伴い単車で走行可能な車両が減少したことから、普通の3連運行が廃止され、増解結は早朝・深夜およびデータイムの西大阪線の2連運行と、その他時間帯の本線およびラッシュ時の西大阪線の4連運行に簡素化された。

## 譲渡車
5101形のうち5107 - 5110の4両については、車体のみが高松琴平電気鉄道と京福電気鉄道福井支社へ譲渡された。

### 高松琴平電気鉄道

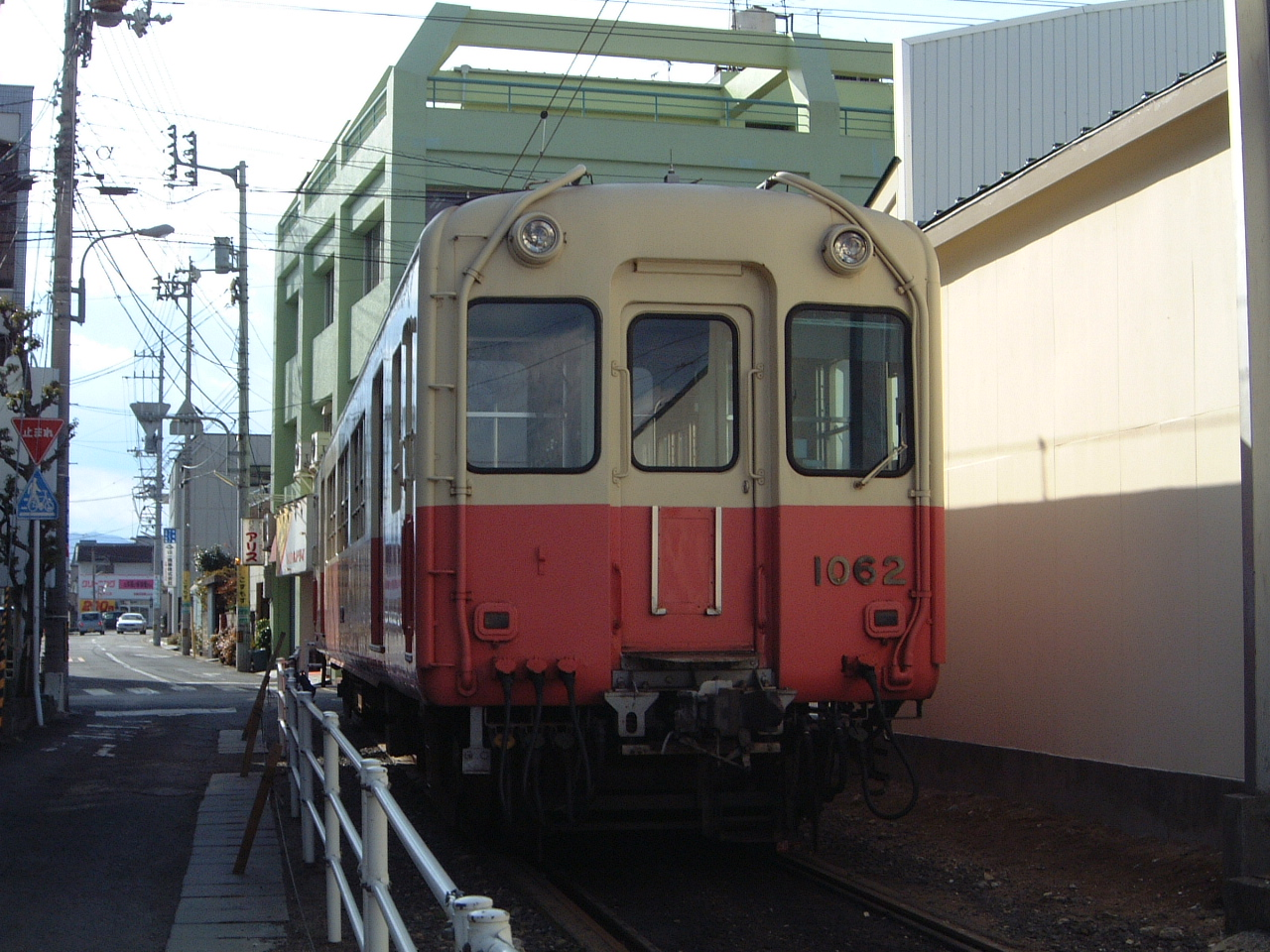
高松琴平電気鉄道1060形

琴電には5107・5110の車体が譲渡され、京浜急行電鉄230形の足回りと組み合わせられて1060形として就役し、2006年まで使用された。

### 京福電気鉄道（福井支社）

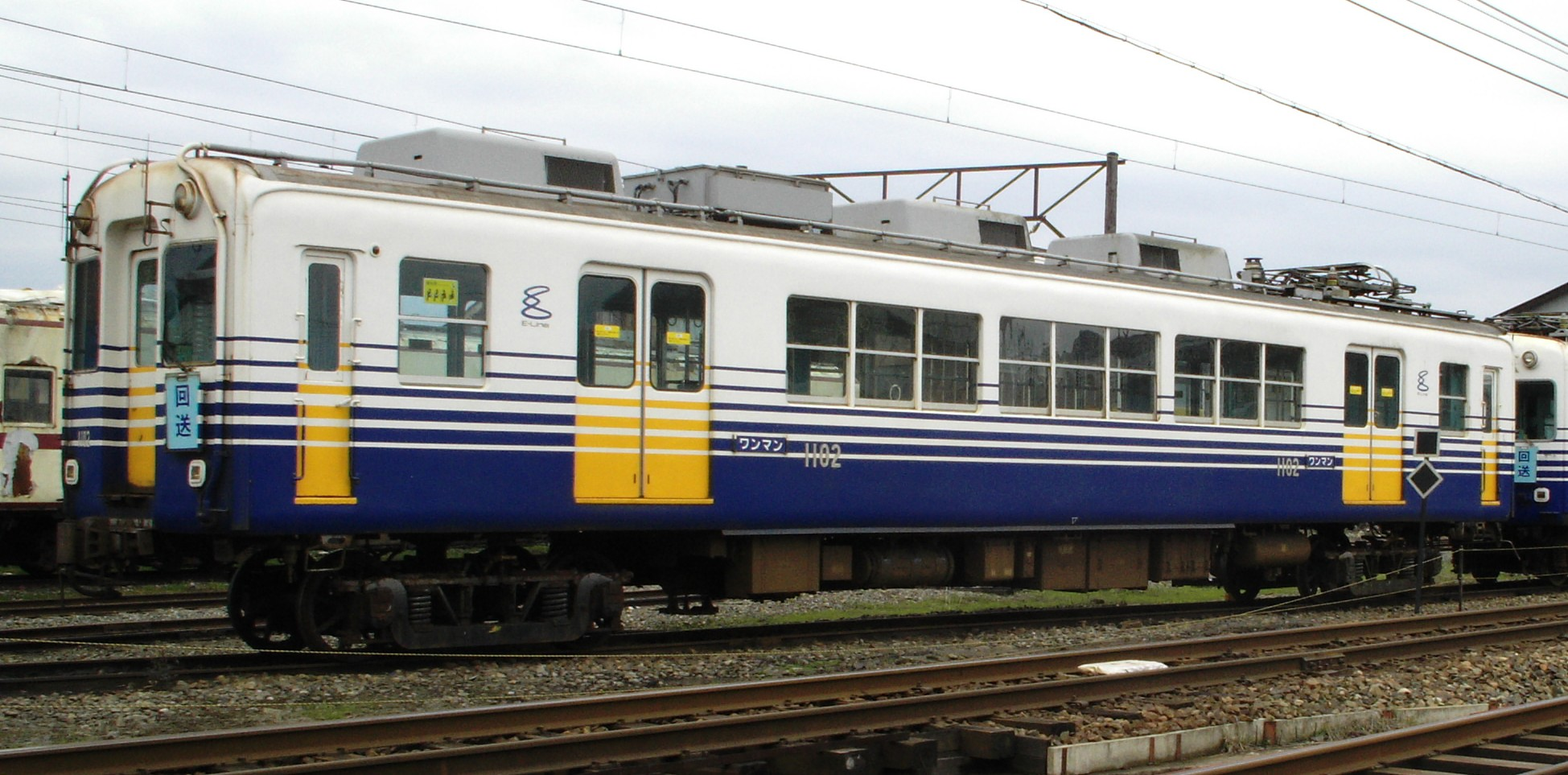
えちぜん鉄道MC1101形

京福電鉄には5108・5109の車体が譲渡され、福井支社の旧型車・モハ1001形の部品と組み合わされてモハ1101形として就役した。
その後1998年に豊橋鉄道1900系の廃車発生品を使用し新性能化されたが、1両が2000年に東古市駅で発生した正面衝突事故で廃車となった。残る1両はえちぜん鉄道に引き継がれMC1101形と改称し、2014年まで活躍した。